# دی‌بی‌سی پیر
دی‌بی‌سی پیر (به انگلیسی: DBC Pierre) زاده: ۱۹۶۱ (۶۳–۶۴ سال) یک نویسنده استرالیایی برنده جایزه ادبی من بوکر برای رمان ورنون خدای کوچک است. او در استرالیای جنوبی متولد شد و بیشتر عمر خود را در مکزیک سپری کرده‌است و اکنون در جمهوری ایرلند زندگی می‌کند. رمان ورنون خدای کوچک اولین رمان او است که در سال ۲۰۰۳ موفق به دریافت جایزه ادبی من بوکر شد و همچنین او سومین استرالیایی است که این جایزه را دریافت کرده. پس از دریافت جایزه ادبی کاستا در سال ۲۰۰۳، او اولین نویسنده‌ای شد که هر دو جایزه ادبی من بوکر و جایزه ادبی کاستا را برای یک اثر دریافت کرده‌است.

## آثار منتشر شده

### رمان
- ۲۰۰۳ ورنون خدای کوچک
- ۲۰۰۶ انگلیسی شکسته لودمیلا
- ۲۰۱۰ خاموشی در سرزمین عجایب
- ۲۰۱۴ صبحانه با بورگیاس
- ۲۰۱۶ خفاش‌ها را آزاد کنید

### داستان کوتاه
- ۲۰۰۹ ناگهان دکتر ککس
- ۲۰۱۳ پتی مال